# Poppea torva
Poppea torva är en insektsart som beskrevs av Fowler. Poppea torva ingår i släktet Poppea och familjen hornstritar. Inga underarter finns listade i Catalogue of Life.